# Michałów Górny (gromada)
Michałów Górny – dawna gromada, czyli najmniejsza jednostka podziału terytorialnego Polskiej Rzeczypospolitej Ludowej w latach 1954–1972.
Gromady, z gromadzkimi radami narodowymi (GRN) jako organami władzy najniższego stopnia na wsi, funkcjonowały od reformy reorganizującej administrację wiejską przeprowadzonej jesienią 1954 do momentu ich zniesienia z dniem 1 stycznia 1973, tym samym wypierając organizację gminną w latach 1954–1972.
Gromadę Michałów Górny z siedzibą GRN w Michałowie Górnym utworzono – jako jedną z 8759 gromad – w powiecie grójeckim w woj. warszawskim, na mocy uchwały nr VI/10/5/54 WRN w Warszawie z dnia 5 października 1954. W skład jednostki weszły obszary dotychczasowych gromad Bończa, Michałów Dolny, Michałów Górny i Michałów Górny Parcela ze zniesionej gminy Lechanice w powiecie grójeckim, obszar dotychczasowej gromady Branków ze zniesionej gminy Promna w powiecie grójeckim oraz obszar dotychczasowej gromady Budy Michałowskie ze zniesionej gminy Grabów (nad Pilicą) w powiecie kozienickim w woj. kieleckim. Dla gromady ustalono 13 członków gromadzkiej rady narodowej.
Gromadę zniesiono 31 grudnia 1959, a jej obszar włączono do gromady Wrociszew w tymże powiecie.